# ビンガム郡 (アイダホ州)
ビンガム郡（英: Bingham County）は、アメリカ合衆国アイダホ州に位置する郡である。人口は4万7922人（2020年）。この郡の郡庁所在地はブラックフットである。
ビンガム郡はアイダホ州ブラックフット小都市統計地域の一部である。

## 地理
アメリカ合衆国統計局によると、この郡は総面積5,491 km2 (2,120 mi2) である。このうち5,425 km2 (2,095 mi2) が陸地で66 km2 (26 mi2) が水面である。総面積の1.20%が水面となっている。

### 隣接する郡
- ジェファーソン郡 - 北
- ボンネビル郡 - 東
- カリブー郡 - 南東
- バノック郡 - 南
- パワー郡 - 南西
- ブレイン郡 - 西
- ビュート郡 - 北西

## 人口動勢
2000年国勢調査で、この郡は人口41,735人、13,317世帯、及び10,706家族が暮らしている。人口密度は8/km2 (20/mi2) である。3/km2 (7/mi2) の平均的な密度に14,303軒の住宅が建っている。この郡の人種的な構成は白人82.43%、アフリカン・アメリカン0.17%、先住民6.70%、アジア0.57%、太平洋諸島系0.03%、その他の人種7.95%、及び混血2.14%である。ここの人口の13.30%はヒスパニックまたはラテン系である。
この郡内の住民は34.90%が18歳未満の未成年、18歳以上24歳以下が9.70%、25歳以上44歳以下が25.30%、45歳以上64歳以下が19.70%、及び65歳以上が10.30%にわたっている。中央値年齢は30歳である。女性100人ごとに対して男性は100.00人である。18歳以上の女性100人ごとに対して男性は97.90人である。
この郡の世帯ごとの平均的な収入は36,423米ドルであり、家族ごとの平均的な収入は40,312米ドルである。男性は31,950米ドルに対して女性は21,591米ドルの平均的な収入がある。この郡の一人当たりの収入 (per capita income) は14,365米ドルである。人口の12.40%及び家族の9.90%は貧困線以下である。全人口のうち18歳未満の16.30%及び65歳以上の7.20%は貧困線以下の生活を送っている。

## 都市及び町
- ブラックフット（郡庁所在地）
- アトミックシティ
- シェリー (Shelley)
- フォートフォール (Fort Hall：郡内の一部)
- Aberdeen
- Basalt
- Firth